# Раджабов Азам Талбієвич
Азам Талбієвич Раджабов (біл. Азам Раджабаў; нар. 21 січня 1993, Рогун, Таджикистан) — білоруський футболіст, півзахисник новополоцького «Нафтану».

## Клубна кар'єра
Вихованець вітебського футболу, перший тренер Валерій Євгенович Новіков, також тренувався у Юрія Дмитровича Ковби і Юрія Васильовича Конопльова. У 2010 році виступав за дубль «Вітебська», наступного року перейшов у київське «Динамо», де грав за молодіжну команду й дубль, селекціонери киян помітили його під час виступів за юнацьку збірну Білорусії.
На початку 2013 року з'явилася інформація про можливу оренду в «Вітебськ», але Азам залишився в Києві. У липні 2013 року розірвав за обопільною згодою контракт з киянами і приєднався до білоруського клубу «Гомель». Дебютував у дорослому футболі 21 липня 2013 року в матчі вищої ліги Білорусі проти «Славії». У своєму першому сезоні зіграв 12 матчів. Напередодні початку сезону 2014 року «Гомель» посилив лінію півзахисту і Раджабов почав отримувати набагато менше ігрового часу — зіграв у 2014 році лише 40 хвилин у двох матчах. У липні 2014 року залишив команду.
У липні 2014 року повернувся до свого першого клубу — «Вітебська», який виступав у першій лізі Білорусі. Швидко закріпився в основі вітебського клубу і допоміг йому повернутися до вищої ліги за підсумками сезону 2014 року. У сезоні 2015 року також стабільно грав за «Вітебськ», переважно на позиції флангового нападника. Сезон 2016 року був змушений повністю пропустити через травму. У першій половині 2017 року виступав за дубль «Вітебська», за основний склад зіграв тільки в одному матчі Кубка Білорусі. У серпні 2017 року був відданий в оренду першоліговій «Орші». На початку 2018 року тренувався з вітебською командою, проте в лютому 2018 року «Вітебськ» вирішив не продовжувати співпрацю з півзахисником.
Незабаром після виходу з «Вітебська» приєднався до новополоцького «Нафтану», в складі якого розпочав сезон 2018 року.

## Кар'єра в збірній
Азам Раджабов виступав за юнацьку і молодіжну збірну Білорусі.

## Статистика виступів
| Сезон       | Дивізіон | Клуб       | Країна   | Матчі | Голи |
| ----------- | -------- | ---------- | -------- | ----- | ---- |
| 2010        | дубль    | «Вітебськ» | Білорусь | 22    | 2    |
| 2010/11 (2) | дубль    | «Динамо»   | Україна  | 11    | 0    |
| 2011/12     | дубль    | «Динамо»   | Україна  | ?     | ?    |
| 2012/13     | дубль    | «Динамо»   | Україна  | 17    | 0    |
| 2013 (2)    | Д1       | «Гомель»   | Білорусь | 12    | 0    |
| 2014 (1)    | Д1       | «Гомель»   | Білорусь | 2     | 0    |
| 2014 (2)    | Д2       | «Вітебськ» | Білорусь | 15    | 4    |
| 2015        | Д1       | «Вітебськ» | Білорусь | 21    | 0    |
| 2016        | Д1       | «Вітебськ» | Білорусь | 0     | 0    |
| 2017 (1)    | дубль    | «Вітебськ» | Білорусь | 8     | 2    |
| 2017 (2)    | Д2       | «Орша»     | Білорусь | 11    | 2    |
| 2018        | Д2       | «Нафтан»   | Білорусь | 26    | 5    |

## Сім'я
Батько Азама — таджик, а мати — білоруска. В середині 1990-х років родина переїхала з Таджикистану в Вітебськ.